# 1948 год в истории изобразительного искусства СССР
1948 год был отмечен рядом событий, оставивших заметный след в истории советского изобразительного искусства.

## События
- Ленинградский институт живописи, скульптуры и архитектуры имени И. Е. Репина» окончили Лев Богомолец, Павел Боронкин, Николай Брандт, Виталий Вальцев, Прасковья Дербизова, Семён Левенков, Маргарита Лихницкая, Семён Ротницкий, Мария Смирнова, Ивана Сорокина, Лев Чегоровский, Лидия Шарлемань и другие известные ленинградские художники.[1]
- 8 мая — художественная выставка «30 лет Советских Вооружённых сил. 1918—1948» открылась в Москве в залах Государственного Музея изобразительных искусств им. А. С. Пушкина. Экспонировались работы Михаила Авилова, Ольги Богаевской, Исаака Бродского, Юрия Непринцева, Ярослава Николаева, Александра Самохвалова, Владимира Серова, Василия Хвостенко и других мастеров изобразительного искусства.[2]
- Открыт Дом творчества художников «Академическая дача».[3]
- Передвижная выставка произведений ленинградских художников показана в городах Сибири и Дальнего Востока: Хабаровске, Омске, Новосибирске.
- Сталинские премии за 1948 год в области изобразительного искусства присуждены Александру Лактионову за картину «Письмо с фронта», Виктору Орешникову за картину «В. И. Ленин на экзамене в Петербургском университете», Владимиру Серову за картину «В. И. Ленин провозглашает Советскую власть».
- Председателем Ленинградского Союза советских художников избран живописец Ярослав Сергеевич Николаев[4], занимавший этот пост до 1951 года.
- 28 октября — Всесоюзная выставка произведений молодых художников, посвящённая 30-летию ВЛКСМ, открылась в Москве в залах Государственного Музея изобразительных искусств им. А. С. Пушкина. Экспонировались работы Михаила Аникушина, Александра Лактионова, Юрия Непринцева, Владимиру Серову, Василия Соколова и других живописцев, скульпторов, графиков.[5]

## Родились
- 25 февраля — Абакумов Михаил Георгиевич, живописец, народный художник Российской Федерации (ум. в 2010).

## Скончались
- 26 февраля — Бруни Лев Александрович, русский советский художник (род. в 1894).
- 1 мая — Штеренберг Давид Петрович, советский живописец и график (род. в 1881).
- 6 мая — Дмитриев Владимир Владимирович, советский театральный художник, Заслуженный деятель искусств РСФСР, лауреат четырёх Сталинских премий (род. в 1900).
- 15 ноября — Ионин Николай Александрович, русский советский художник (род. в 1890).